# Micrelaps
Micrelaps is een geslacht van slangen uit de familie Lamprophiidae.

## Naam en indeling
De wetenschappelijke naam van de groep werd voor het eerst voorgesteld door Oskar Boettger in 1880. Er zijn drie soorten, een vierde soort, Micrelaps tchernovi, wordt sinds 2020 niet meer erkend en beschouwd als synoniem van Micrelaps muelleri.

## Verspreiding en habitat
De slangen komen voor in delen van Afrika en het Midden-Oosten en leven in de landen Israël, Syrië, Jordanië, Libanon, Somalië, Ethiopië, Kenia en Tanzania. De habitat bestaat uit droge savannen, scrublands en graslanden. Ook in door de mens aangepaste streken zoals akkers kunnen de dieren worden aangetroffen.

## Beschermingsstatus
Door de internationale natuurbeschermingsorganisatie IUCN is aan alle soorten een beschermingsstatus toegewezen. De slangen worden beschouwd als 'veilig' (Least Concern of LC).

## Soorten
Het geslacht omvat de volgende soorten, met de auteur en het verspreidingsgebied.
| Naam                  | Auteur           | Verspreidingsgebied                |
| --------------------- | ---------------- | ---------------------------------- |
| Micrelaps bicoloratus | Sternfeld, 1908  | Kenia                              |
| Micrelaps muelleri    | Boettger, 1880   | Israël, Syrië, Jordanië, Libanon   |
| Micrelaps vaillanti   | (Mocquard, 1888) | Somalië, Ethiopië, Kenia, Tanzania |